# Adam Gardzina
Adam Gardzina (ur. 16 lutego 1952 w Grodkowie) – polski koszykarz, mistrz i reprezentant Polski.
Był wychowankiem Orlika Brzeg. Od 1968 występował w Wiśle Kraków. W tym samym roku został mistrzem Polski juniorów. W 1974 i 1976 zdobył mistrzostwo Polski seniorów, w latach 1971, 1975 i 1977 wicemistrzostwo Polski, w 1970 brązowy medal mistrzostw Polski, w 1978 Puchar Polski. W krakowskim klubie grał do 1982.
Był reprezentantem Polski juniorów (m.in. na mistrzostwach Europy w 1968 (9. miejsce)) oraz seniorów (m.in. na mistrzostwach Europy w 1975 (8. miejsce)). Łącznie w reprezentacji seniorskiej wystąpił w 63 spotkaniach. Grał na pozycji obrońcy, mierzy 194 cm wzrostu.